# Great Guitars of Jazz
Great Guitars of Jazz – album złożony z nagrań siedmiu gitarzystów jazzowych. LP został wydany przez wytwórnię
MGM Records. Producentami płyty byli Norman Granz i Creed Taylor (według discogs.com był to album przeznaczony dla dyskdżokejów).

## Muzycy
- Tal Farlow
- Howard Roberts
- Oscar Moore
- Barney Kessel
- Herb Ellis
- Wes Montgomery
- Kenny Burrell

## Lista utworów
Strona A
| 1. | Kenny Burrell – "Moon and Sand" (Alec Wilder, Bill Engwick, Morty Palitz)      | 4:09  |
|    |                                                                                |       |
| 2. | Herb Ellis – "Have You Met Miss Jones?" (Richard Rodgers, Lorenz Hart)         | 6:15  |
|    |                                                                                |       |
| 3. | Barney Kessel – "Crazy Rhythm" (Joseph Meyer, Roger Wolfe Kahn, Irving Caesar) | 2:53  |
|    |                                                                                |       |
| 4. | Howard Roberts – "Relaxin' in Camarillo" (Charlie Parker)                      | 5:44  |
|    |                                                                                |       |
| 5. | Wes Montgomery – "Born to Be Blue" (Mel Tormé, Robert Wells)                   | 3:37  |
|    |                                                                                |       |
|    |                                                                                | 22:38 |
|    |                                                                                |       |
Strona B
| 6.  | Tal Farlow – "Stella by Starlight" (Victor Young, Ned Washington)                | 3:30  |
|     |                                                                                  |       |
| 7.  | Howard Roberts – "All the Things You Are" (Jerome Kern, Oscar Hammerstein II)    | 2:40  |
|     |                                                                                  |       |
| 8.  | Oscar Moore – "A Foggy Day" (George Gershwin, Ira Gershwin)                      | 3:35  |
|     |                                                                                  |       |
| 9.  | Barney Kessel – "East of the Sun (And West of the Moon)" (Brooks Rowman)         | 2:59  |
|     |                                                                                  |       |
| 10. | Wes Montgomery – "The Phoenix Love Theme (Senza Fine)" (Gino Paoli, Alec Wilder) | 3:25  |
|     |                                                                                  |       |
|     |                                                                                  | 16:09 |
|     |                                                                                  |       |